# Arado Ar 234
El  Arado Ar 234 Blitz ('rayo' en alemán) fue el primer bombardero a reacción operativo del mundo, utilizado por la Luftwaffe.

## Historia
Concebido en respuesta a un requerimiento del RLM para un avión de reconocimiento rápido en 1941. Arado fue la única empresa en responder. 

### Arado E 370
Diseñado por los ingenieros Walter Blume y Hans Rabaski, Arado recibió la adjudicación de un contrato para construir 6 aeronaves denominadas por la clave de proyecto E 370 en abril de 1942, con una adicional el 14 de diciembre de 1942. El Arado E 370 estaba motorizado por dos turborreactores Junkers Jumo 004B-0 con una autonomía de 2.000 km y velocidad máxima de 780 km/h. El primer prototipo voló el 30 de julio de 1943. Los aviones V1 a V8 despegaban sobre un tren de ruedas eyectable por medio de cinco paracaídas y luego aterrizaban sobre patines.

### Arado Ar 234 B
En este periodo, la Luftwaffe pensó en usar el Arado 234 como bombardero, encargándose dos prototipos, conocidos como Ar 234B. Con este cambio de propósito debieron introducirse varias modificaciones, la más obvia fue el reemplazar el sistema de aterrizaje por uno triciclo y tres puntos externos de sujeción para bombas. Este avión, el V9, hizo su primer vuelo el 12 de marzo de 1944. Aparte de los primeros 20 Ar 234 B-O de la preserie, se fabricaron 210 aparatos Ar 234 B-1 de reconocimiento, con depósitos de combustible lanzables en lugar de bombas, y Ar 234 B-2, bombarderos de reconocimiento. El modelo entró en servicio en septiembre de 1944. Además de las cámaras fotográficas, estos aviones podían emplear 2 cohetes lanzables Walter 109-500 para ayudar en el despegue y 2 bombas ventrales SC-500 de media tonelada apuntadas con un visor Lofte 7K. Otra opción consistía en llevar una gran bomba de demolición de alto explosivo SC 1000 y los dos tanques auxiliares de 300l. También podía portar un torpedo no propulsado BT-1400 bajo el fuselaje; cargado de esta forma se hacían casi obligatorios los cohetes para asistir en el despegue y se necesitaba reducir la cantidad de combustible, aunque la BT-1400 nunca entró en servicio.
- Ar 234B-0: veinte aparatos de preproducción, la mayoría fueron probados en Rechlin
- Ar 234B-1: versión de reconocimiento con dos cámaras Rb 50/30 o Rb 75/30 o una de cada clase.
- Ar 234B-2: versión de bombardeo con una carga máxima de 1500kg de bombas con una carga normal de dos SC-500 bajo los motores o una bomba SC1000 bajo el fuselaje.

### Arado Ar 234C
El AR 234C tenía una serie de mejoras, como cuatro motores BMW 003A-1, una cabina mejor presurizada, ruedas más grandes, dos cañones de 20mm MK-151 (disparando hacia atrás), que le capacitaban asimismo para otros usos, como reconocimiento aéreo, bombardero, ataque a tierra, caza nocturno y comando de formaciones, pero solo se completaron 19 Ar 234C de producción (además de 13 prototipos V19-V31). De la orden original de 2500 se lograron 200 del Ar 234B. Un número de variantes, por ejemplo el V16 con alas en flecha a ángulos variables y el V30 con una cabina para dos tripulantes.
- Ar 234C: versión cuatrimotor propulsada por BMW 003A-1, voló en septiembre de 1944
- Ar 234C-1: versión cuatrimotor con cabina presurizada, dos cañones MG 151/20 de 20mm de tiro trasero
- Ar 234-C2: modelo equivalente al B-2 pero con cuatro motores
- Ar 234C-3: versión polivalente, cabina más alta y de nuevo diseño; dos cañones MG 151/20mm bajo el morro; tres soportes ETC 504 para distintas cargas de bombas, peso vacío 5200 kg, en despegue 11.000kg; velocidad máxima 855 km/h a 6000m; techo de vuelo 11.000m
- Ar 234C-3/N: proyecto de caza nocturno biplaza, con dos ametralladoras de tiro frontal MG 151/20 y dos cañones MK 108 de 30 mm; utilizaba un radar FuG 218 Neptun V
- Ar 234C-4: versión de reconocimiento armada, provista de dos cámaras y cuatro cañones MG 151 de 20mm
- Ar 234C-5: prototipo n.º 28, asientos del piloto y copiloto colocados lado a lado
- Ar 234C-7: caza nocturno parecido al Ar 234 C-3/N, con los asientos lado a lado y radar centimétrico FuG 245 Bremen 0
- Ar 234C-8: proyecto de un bombardero monoplaza con dos motores Jumo 004D de 1080 kg de empuje

### Otras variantes
- Ar 234D: serie de prototipos comprendidos entre los números 31 y 40 inclusive, que se estaban construyendo a finales de la guerra impulsados por motores Heinkel Hirth HeS 011A de 1300 kg
- Ar 234P-1: biplaza con cuatro motores BMW 003A-1 y un cañón MG 151 de 20mm y otro MK 108 de 30mm
- Ar 234P-2: biplaza en el que se modificó la cabina, protegiéndola con plancha blindada de 13 mm
- Ar 234P-5: triplaza con motores HeS 011A, un cañón MG 151/20mm y cuatro Mk 108/30mm
- Ar 234V-16: alas en flecha y 2 motores BMW 003R

## Entra en acción
Su primer vuelo operacional fue el 2 de agosto de 1944 durante la ruptura de frente posterior al Desembarco de Normandía. El escuadrón KG 76 fue el primer escuadrón en recibir el Ar 234B-2 en su versión de bombardero, en octubre de 1944. Actuó en el frente de las Ardenas y en marzo de 1945 en la operación sobre el puente Ludendorff de Remagen. 
En junio de 1944 los prototipos V5 y V7 fueron asignados al 1 Staffell en Juvincourt (Francia) para efectuar misiones de reconocimiento sobre el Noroeste de Europa y la Gran Bretaña. A principios de 1945 se conformó el Sonderkomando Sommer, con tres Ar 234B-1, en Údine, Norte de Italia, desde ahí efectuaban misiones de reconocimiento sobre el frente italiano. Después, se integraron dos unidades más de Ar 234B-1, la 1./FAGr 123 y 1./FAGr 33, esta última cubría el noreste de Alemania y Dinamarca. A finales de marzo de 1945 las unidades de Ar 234 habían cesado operaciones.

## El único superviviente en la actualidad
El único Ar 234 que hay en la actualidad es un Ar 234 B-2 bombardero que lleva el número de fábrica (Werknummer) 140312, y es uno de los 9 Ar 234 que se rindieron a los británicos en el aeropuerto de Sola, Stavanger, Noruega. Este avión operaba con la 9.Staffel / Kampfgeschwader 76 (9° escuadrón de la 76° Ala de Bombardeo) al final de la guerra, habiendo operado previamente con el 8° escuadrón. Este aparato y otros tres más fueron recogidos por los famosos Watson's Whizzers de las USAAF para ser enviados a Estados Unidos a realizar vuelos de prueba. El avión voló desde Sola a Cherburgo el 24 de junio de 1945, donde se unió a otros 34 aviones alemanes avanzados para ser trasportados en el portaaviones HMS Reaper.

### Llega a Estados Unidos
El Reaper zarpó de Cherburgo el 20 de julio arribando a Newark, Nueva Jersey 8 días después. Después del arribo dos Ar 234 fueron reensamblados (incluyendo el 140312) siendo volados por pilotos USAAF a Freeman Field, Indiana para ser probados y evaluados. Al 140312 se el asignó numeración de material extranjero (FE-foreign equipment): FE-1010. El destino del segundo Ar 234 que voló a Freeman Field es un misterio.
Uno de los dos remanentes fue reensamblado pero no se encontraba en condiciones de volar así que fue destruido

### Comienzan las pruebas
Después de recibir motores nuevos, radio y equipamiento de oxígeno, el 140312 fue transferido al Wright Field cerca de Dayton, Ohio siendo entregado al Accelerated Service Test Maintenance Squadron (ASTMS) de la División de Vuelos de Prueba en julio de 1946. Los vuelos de prueba se completaron el 16 de octubre de 1946 sin embargo el avión pérmaneció en Wright Field hasta 1947. De ahí fue transferido al Aeropuerto de Orchard Place, Park Ridge, Illinois, permaneciendo allí hasta el 1 de mayo de 1949 cuando, junto a otros aviones estacionados allí fueron transferidos al Instituto Smithsoniano.

### Instituto Smithsoniano
A principios de los años 50 el Ar 234 fue trasladado a la instalación restauradora Paul Garber del Smitsoniano en Suitland, Maryland para almacenarse y ser finalmente restaurado.
El Smithsoniano comenzó la restauración del Ar 234 B-2 140312 en 1984 y fue completada en febrero de 1989. Toda la pintura fue sacada antes de ser recibido por el Instituto Smithsoniano así que fue pintado con las marcas del 8./KG 76, la primera unidad operacional que voló el «Blitz».

### Lugar de exposición
El avión restaurado primero se mostró en el edificio del Museo Principal del Smithsoniano en el centro de Washington D. C. en 1993 como parte de la exposición intitulada Wonder Weapon? (Wunderwaffen) The Arado Ar 234. En 2005 fue el primer avión en ser trasladado al nuevo Steven F. Udvar-Hazy Center cerca de Washington D. C. Hoy el 140312 es mostrado al lado del Dornier Do 335, un avión que lo acompañó en su travesía trasatlántica a bordo del Reaper, 60 años antes.
El avión está con un par de cohetes auxiliares Starthilfe RATO, diseñado por Hellmuth Walter montado bajo sus alas. Estas unidades Starthilfe son los únicos ejemplares en existencia.

## Especificaciones (Ar-234 B2)

### Características generales
- Tripulación: 1
- Longitud: 12,6 m (41,3 ft)
- Envergadura: 14,1 m (46,3 ft)
- Altura: 4,3 m (14,1 ft)
- Superficie alar: 26,4 m² (284,2 ft²)
- Peso vacío: 5200 kg (11 460,8 lb)
- Peso máximo al despegue: 9850 kg (21 709,4 lb)
- Planta motriz: 2× turborreactor Junkers Jumo 004B.
  - Empuje normal: 8,8 kN (897 kgf; 1978 lbf) de empuje cada uno.

### Rendimiento
- Velocidad máxima operativa (Vno): 742 km/h (461 MPH; 401 kt) a 6000 m
- Radio de acción: 1100 m (3609 ft) con carga máxima
- Techo de vuelo: 10 000 m (32 808 ft)
- Carga alar: 348,8 kg/m² (71,4 lb/ft²)

### Armamento
- Puntos de anclaje: 3 para cargar una combinación de:  
  - Bombas: Hasta 1.500 kg
en 3 puntos externos
  - Misiles: Henschel Hs 293U6  (en fase de diseño, no salió de la mesa de dibujo)

### Aeronaves similares
- Junkers Ju 287

### Secuencias de designación
- Sistema de designación aeronaves del RLM: ← Ar 231 · Ar 232 · Ar 233 · Ar 234 · Do 235 · BV 237 · BV 238 →

### Listas relacionadas
- Anexo:Aeronaves militares de Alemania en la Segunda Guerra Mundial